# 건담 데스사이즈
건담 데스사이즈(영어: Gundam Deathscythe, 일본어: ガンダムデスサイズ)는 1995년에 방영된 TV 애니메이션 《신기동전기 건담 W》에 등장하는 모빌 슈트(MS)로 분류되는 가공의 유인 조종식 인간형 로봇 병기이다.
사신과 닮은 모습이 특징인 은밀전용 건담 타입 모빌 슈트(MS)로 주요 인물 중 한 명인 듀오 맥스웰의 탑승기이다. 기체명인 "데스사이즈"는 영어의 "death (죽음·사신)"과 "scythe (큰 낫)"을 조합한 조어이다. 적측 세력인 오즈(OZ)에서는 건담 02(제로 투)라는 코드 네임으로 불린다. 작품 후반부에서 개수형인 건담 데스사이즈 헬로 등장한다.
메카닉 디자인은 오오카와라 쿠니오가 담당하였다. TV 애니메이션 방영 종료 후에 발표된 OVA 및 극장판 애니메이션 《신기동전기 건담 W Endless Waltz》에서는 카토키 하지메에 의해 새롭게 리파인된 디자인으로 그려졌다. 이후 설정상으로는 동일기이지만 오오카와라 쿠니오 디자인의 기체는 "TV판", 카토키 하지메 디자인의 기체는 "EW판"으로 불리게 된다.

## 같이 보기
- 신기동전기 건담 W
- 윙 건담